# Corrida Mortal
Death Race (bra/prt Corrida Mortal) é um filme teuto-britano-estadunidense de 2008 dirigido por Paul W.S. Anderson, com Jason Statham, Natalie Martinez, Tyrese Gibson e Ian McShane no elenco. Trata-se de um remake de Death Race 2000.

## Sinopse
Após um colapso na economia americana em 2008, os presídios passam a ser controlados por grandes corporações que exploram transmissões em pay-per-view houve um evento chamado Corrida Mortal, um tipo de corrida de carros onde vale todo o tipo de trapaça e as máquinas são equipadas com armas pesadas e os pilotos lutam para vencer a corrida e manter-se vivos. Jensen Ames acaba de ser preso e é convencido pela diretoria do presídio a tomar parte nesta corrida. Se vencer ele estará livre. Com uma turma disposta a vencer, Jensen fará qualquer coisa para ficar livre das grades e voltar para sua filha.

## Elenco
- Jason Statham como Jensen Ames/Frankenstein
- Joan Allen como Hennessey
- Ian McShane como Coach
- Tyrese Gibson como Machine Gun Joe
- Natalie Martinez como Case
- Robin Shou como 14K
- Max Ryan como Pachenko
- Jason Clarke como Pol. (Darryl) Ulrich
- Frederick Koehler como Lists

## Recepção

### Público
O público pesquisado pelo CinemaScore durante o fim de semana de estreia deu ao filme uma nota média de "B+" em uma escala que varia de A+ a F.

### Crítica
No agregador de críticas dos Estados Unidos, o Rotten Tomatoes, na pontuação onde a equipe do site categoriza as opiniões da  grande mídia e da mídia independente apenas como positivas ou negativas, o filme tem um índice de aprovação de 42% calculado com base em 159 comentários dos críticos. Por comparação, com as mesmas opiniões sendo calculadas usando uma média aritmética ponderada, a nota alcançada é 5/10 que é seguida do consenso: "Idiota, violento e relâmpago, Death Race é pouco mais do que uma brincadeira de ação vazia."
Em outro agregador de críticas também dos Estados Unidos, o Metacritic, que calcula as notas das opiniões usando somente uma média aritmética ponderada de determinados veículos de comunicação em maior parte da grande mídia, o filme tem uma pontuação de 43 entre 100, alcançada com base em 24 avaliações da imprensa anexadas no site, com a indicação de "revisões mistas ou neutras".